# Skånska dragonbrigaden
Skånska dragonbrigaden (MekB 8) var en mekaniserad brigad inom svenska armén som verkade i olika former åren 1943–2000. Förbandsledningen var förlagd i Hässleholms garnison i Hässleholm.

## Historik
År 1937 satte fyra kavalleriregementen gemensamt upp den 1. kavalleribrigaden, som sedan kom att motoriseras 1941 och fick namnet 8. motorbrigaden. År 1943 överfördes brigaden till det nybildade truppslaget pansartrupperna och kom att utbildas av Skånska dragonregementet (P 2). Brigaden omorganiserades till en pansarbrigad och fick det nya namnet 8. pansarbrigaden. Naturligt hade kanske varit att brigaden namngivits 2. pansarbrigaden, då moderförbandet hade nummer 2 som stamnummer.
Anledningen till att brigaden fick åtta som nummerbeteckning, var att 1941 års försvarsutredning föreslog att tretton brigader skulle uppsättas, där brigaden vid Skånska pansarregementet skulle bli den åttonde brigaden. Förslaget byggde på samma princip som vid uppsättningen av fältregementen och dubbleringsregementen. Att brigaden inte fick två som nummer, berodde på att Värmlands regemente (I 2) skulle sätta upp 2. cykelbrigaden. Av de tretton planerade brigaderna, kom endast fem att sättas upp.
Åren 1949–1951 kom Sveriges samtliga brigader och fältregementen att omorganiseras till en ny brigadmodell som beslutades i samband med försvarsbeslutet 1948. Beslutet medförde att samtliga motor-, cykel- och kavalleribrigader avvecklades och ersattes med infanteri- och pansarbrigader. År 1950 kom 8. pansarbrigaden att omorganiseras till Göingebrigaden (PB 8).  
Den 1 juli 1994 avskildes brigaden från Skånska dragonregementet och blev ett kaderorganiserat krigsförband inom Södra militärområdet (Milo S), under namnet Skånska dragonbrigaden (PB 8). Samma år namnändrades regementet till Norra skånska dragonregementet (P 2/Fo 14), detta genom att man ärvde traditioner från det avvecklade Norra skånska regementet (P 6/Fo 14).
Den 1 januari 1998 omorganiserades brigaden till att bli en mekaniserad brigad och antog beteckningen MekB 8. Den stora skillnaden mellan en pansarbrigad och mekaniserade brigad, var att en pansarbataljon i en pansarbrigad bestod av 72 vagnar, men i en mekaniserad brigad bestod den mekaniserade bataljonen av 60 vagnar.
Inför försvarsbeslutet 2000 hade regeringen vägt Skånska dragonregementet (P 2/Fo 14) och Skånska dragonbrigaden (MekB 8) mot Södra skånska regementet och Södra skånska brigaden (MekB 7). Regeringen gjorde bedömningen att MekB 7 hade mekaniserad kapacitet och tillgång till goda övnings- och skjutfält. Vidare ansågs MekB 7 vara en av de enheter som hade de bästa förutsättningarna att genomföra manöverstrid med mekaniserade förband på eget övningsfält. Gällande MekB 8 bedömde regeringen att det fanns en mekaniserad kapacitet och en bra infrastruktur, men att brigaden samtidigt hade begränsningar avseende det egna övningsfältets kapacitet och möjligheter till manöverstrid. Då Wendes artilleriregemente skulle avvecklas och inte utgöra huvudenhet inom artilleriet fanns det inte heller någon möjlighet till fortsatt garnisonssamordning i Hässleholm. Regeringen bedömde i sin proposition att MekB 7 hade bättre långsiktiga förutsättningar för utbildning av mekaniserade förband och att Skånska dragonregementet (P 2/Fo 14) och Skånska dragonbrigaden (MekB 8) skulle avvecklas.
Den 30 juni 2000 upplöstes och avvecklades brigaden. Från den 1 juli 2000 övergick verksamheten till en avvecklingsorganisation, fram till att avvecklingen skulle vara slutförd senast den 31 december 2001. Avvecklingsorganisationen upplöstes i sin tur den 30 juni 2001, då avvecklingen av förbandet ansågs var slutförd.

## Verksamhet
Den 20 januari 1994 beslutade regeringen Bildt att införskaffa 120 vagnar av Leopard 2 Improved, det som blev stridsvagn 122, med option på 90 vagnar, samt leasing av 160 vagnar av Leopard 2A4, det som blev stridsvagn 121, från Tyskland. I beslutet bestämdes att MekB 19, PB 9 och PB 8 i nämnd ordning skulle tillföras stridsvagn 122. För att PB 8 skulle tillföras stridsvagnen krävdes dock att Sverige utnyttjade optionsrätten på 90 vagnar. Inom armén var dock var inställningen negativ till att Sverige över huvud taget skulle komma att utnyttja optionsrätten, vilket medförde att armén valde att enbart beväpna Skånska dragonbrigaden med stridsvagn 121. Brigaden påbörjade sin första utbildning med stridsvagn 121 utbildningsåret 1995/1996.
Åren 1994–1995 svarade brigaden för ett pansarskyttekompani bosnienbataljonerna, BA 01 och BA 02. År 1999 svarade regementet som huvudman för den tolfte bosnienbataljon BA 12.

### Bataljoner
- 8. brigadstaben
  - 8. brigadledningskomapniet
  - 8. mekaniserade spaningskompaniet
- 1. mekaniserade bataljonen
- 2. mekaniserade bataljonen
- 3. mekaniserade bataljonen
- 8. mekaniserade pansarvärnsbataljonen
- 8. mekaniserade luftvärnsbataljonen
- 8. mekaniserade underhållsbataljonen
- 8. mekaniserade pionjärbataljonen
- 8. mekaniserade haubitsbataljonen

## Heraldik och traditioner
I samband att Skånska dragonbrigaden blev ett självständigt förband, så övertog brigaden 1992-års kavalleristandar från Skånska dragonregementet. Skånska dragonregementet tilldelades som ersättning den 30 juni 1994 en dragonfana, vilken överlämnades av Carl XVI Gustaf till regementschefen vid en ceremoni på Stortorget i Hässleholm. I övrigt delade Skånska dragonbrigaden delade heraldik och traditioner med Skånska dragonregementet. Efter att Skånska dragonregementet tillsammans med Skånska dragonbrigaden avvecklades och upplöstes, kom dess dragonfana att föras vidare av Skånska dragongruppen, medan 1992 års kavalleristandar kom att föras jämsides av Södra skånska regementets fana, vilka även är sedan 1 juli 2000 traditionsförande förband för bland annat Skånska dragonbrigaden. 

## Materiel vid förbandet

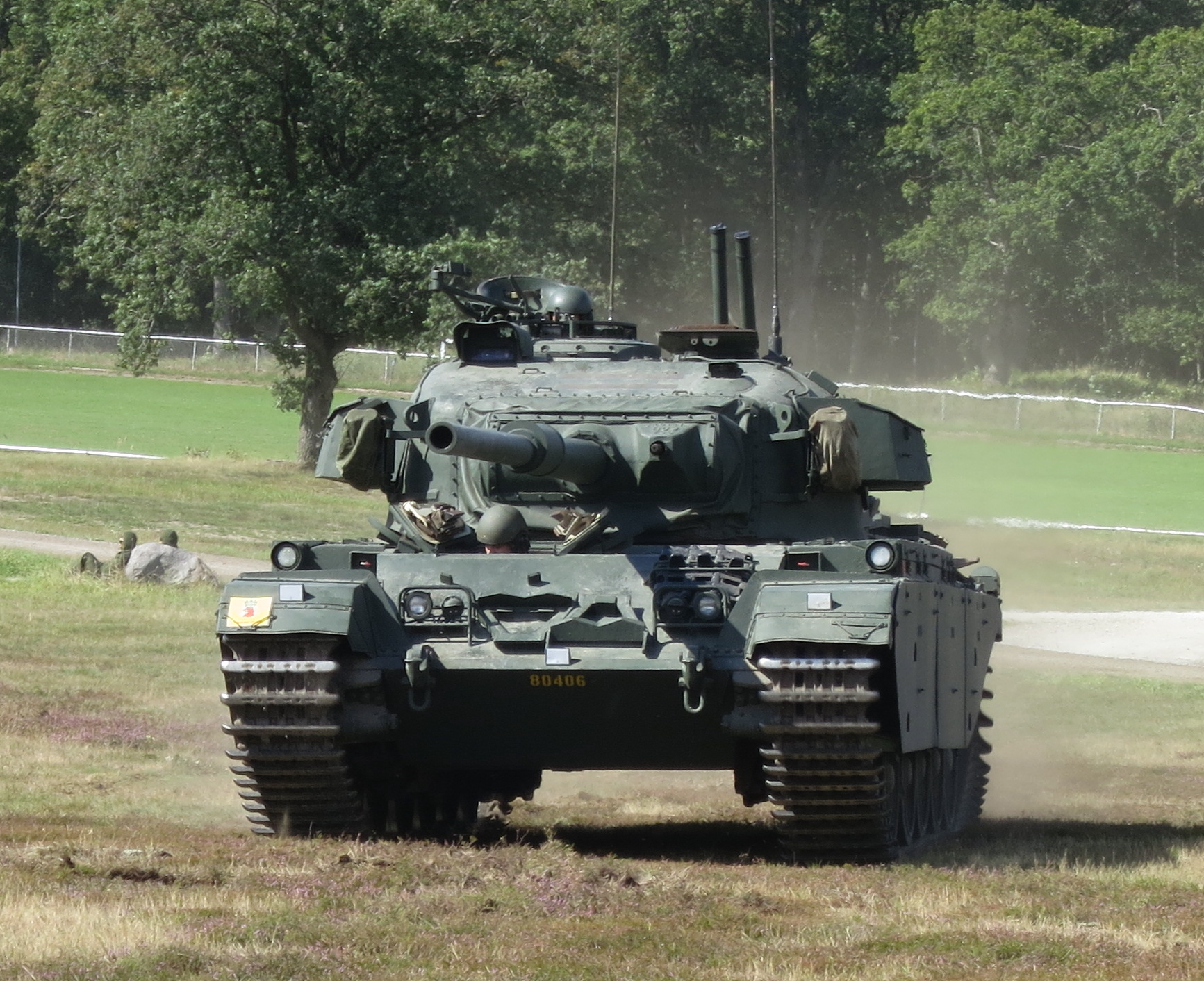
Stridsvagn 104 "Centurion".

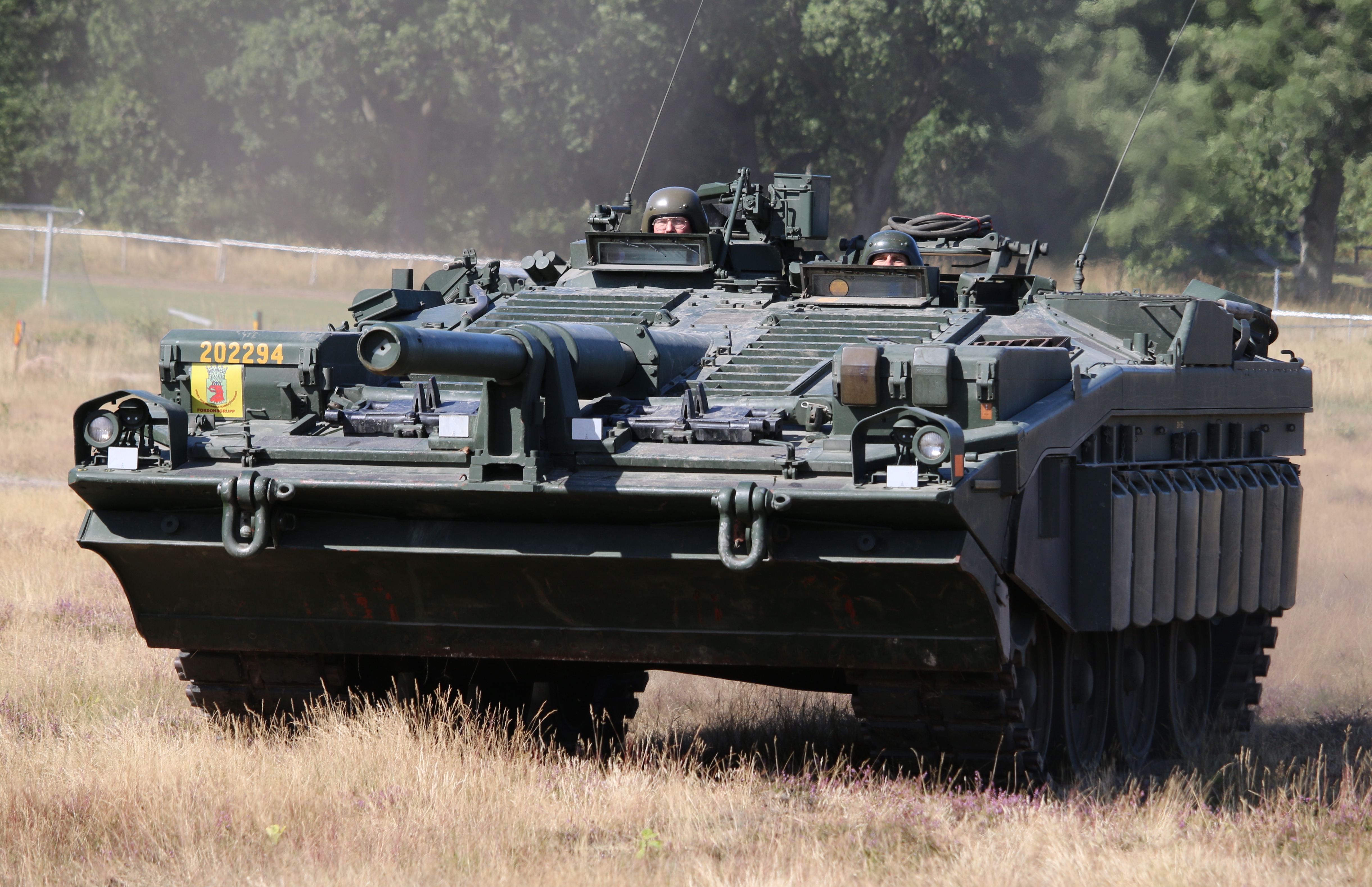
Stridsvagn 103 "S".

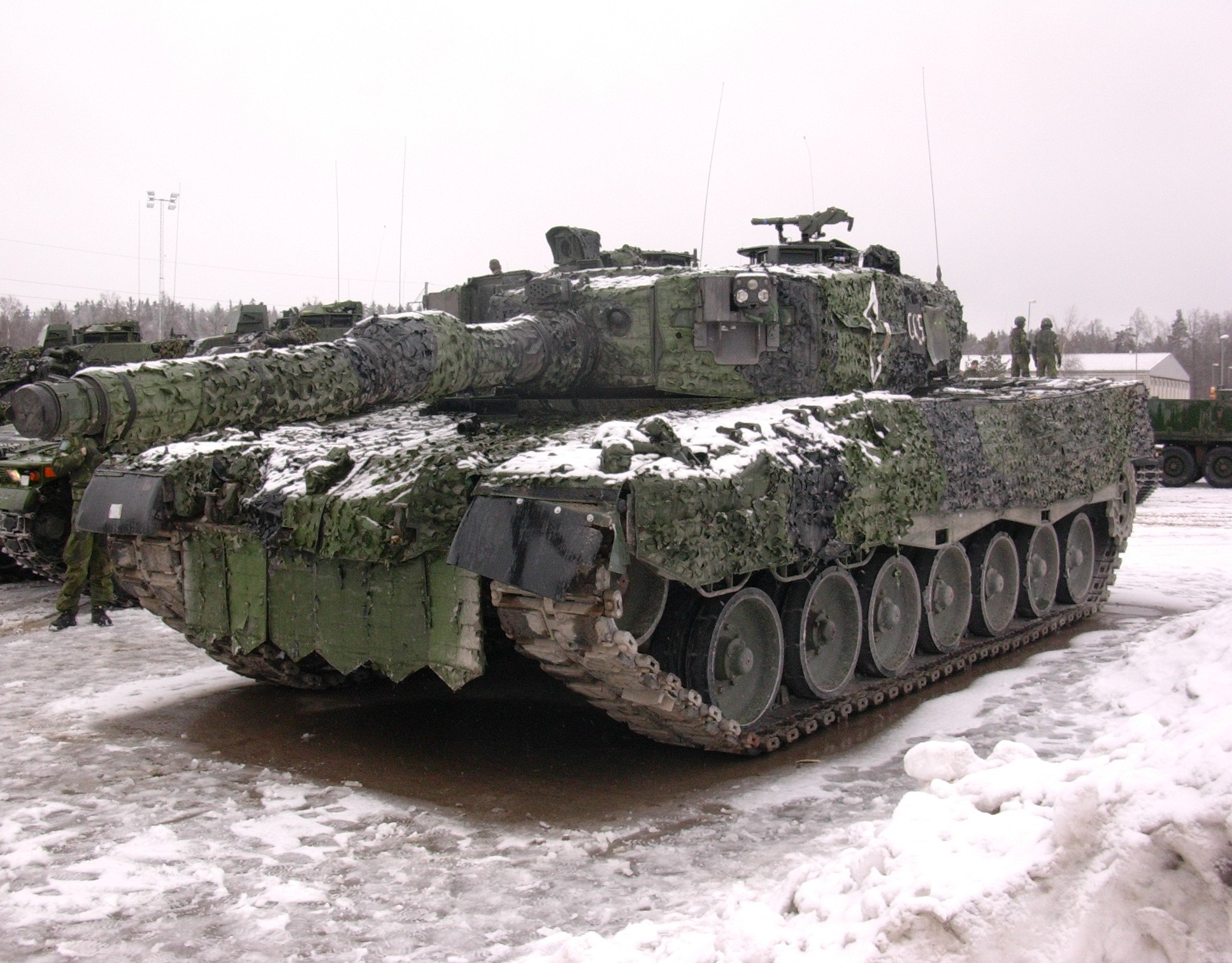
Stridsvagn 121

| Stridsfordon - Stridsvagn m/38-39 - Stridsvagn m/40 - Stridsvagn m/42 - Pansarbil m/40 - Pansarvärnskanonvagn m/43 - Stridsvagn 74 - Stridsvagn 81 - Stridsvagn 103 - Stridsvagn 104 - Stridsvagn 121 - Pansarbandvagn 301 - Pansarbandvagn 302 | Transportfordon - Terrängbil 11 - Terrängbil 13 - Terrängbil 20 - Terrängbil 30 - Terrängbil 40 |

## Förbandschefer
Brigadchefer verksamma från 1943 fram till att brigaden avvecklades den 30 juni 2000.

- 1943–1962: ???
- 1963-1966: Överstelöjtnant Mirco Rolf
- 1970–1975: Överste Nils Isaksson?
- 1975–1979: Överste Björn Zickerman
- 1979–1982: Överste Björn Zickerman?
- 1982–198?: Överste Hans Nilsson?
- 198?–1994: ???
- 1994–1996: Överste Mats Hansson
- 1996–1999: Överste Lennart Svensson
- 1999–2000: Överstelöjtnant Peter Carlsson

## Namn, beteckning och förläggningsort
| 8. pansarbrigaden       | 1943-??-?? | – | 1949-09-30 |
| Göingebrigaden          | 1949-10-01 | – | 1994-06-30 |
| Skånska dragonbrigaden  | 1994-07-01 | – | 2000-06-30 |
| Avvecklingsorganisation | 2000-07-01 | – | 2001-06-30 |

| 8. PBRIG | 1943-??-?? | – | 1949-09-30 |
| PB 8     | 1949-10-01 | – | 1997-12-31 |
| MekB 8   | 1998-01-01 | – | 2000-06-30 |

| Helsingborg (F)             | 1942-10-01 | – | 1947-09-30 |
| Hässleholms garnison (F)    | 1943-01-01 | – | 2001-06-30 |
| Ravlunda skjutfält (Ö)      | 1944-??-?? | – | 2000-06-30 |
| Hovdala skjutfält (Ö)       | 1944-??-?? | – | 2000-06-30 |
| Rinkaby skjutfält (Ö)       | 1994-07-01 | – | 2000-06-30 |
| Norra Åsums övningsfält (Ö) | 1994-07-01 | – | 2000-06-30 |